# Augochloropsis luederwaldti
Augochloropsis luederwaldti är en biart som först beskrevs av Jesus Santiago Moure 1940.  Augochloropsis luederwaldti ingår i släktet Augochloropsis och familjen vägbin. Inga underarter finns listade.